# Luca De Maria
Luca De Maria (18 de junio de 1989) es un deportista italiano que compitió en remo.
Ganó cuatro medallas en el Campeonato Mundial de Remo entre los años 2010 y 2014, y dos medallas de oro en el Campeonato Europeo de Remo, en los años 2010 y 2012.

## Palmarés internacional
| Campeonato Mundial | Campeonato Mundial          | Campeonato Mundial | Campeonato Mundial        |
| Año                | Lugar                       | Medalla            | Prueba                    |
| ------------------ | --------------------------- | ------------------ | ------------------------- |
| 2010               | Cambridge (Nueva Zelanda)   | Medalla de bronce  | Ocho con timonel ligero   |
| 2011               | Bled (Eslovenia)            | Medalla de plata   | Dos sin timonel ligero    |
| 2012               | Plovdiv (Bulgaria)          | Medalla de oro     | Dos sin timonel ligero    |
| 2014               | Ámsterdam (Países Bajos)    | Medalla de plata   | Ocho con timonel ligero   |
| Campeonato Europeo |                             |                    |                           |
| Año                | Lugar                       | Medalla            | Prueba                    |
| 2010               | Montemor-o-Velho (Portugal) | Medalla de oro     | Ocho con timonel ligero   |
| 2012               | Varese (Italia)             | Medalla de oro     | Cuatro sin timonel ligero |